# Sandra Reemer
 (juin 2017).
Si vous disposez d'ouvrages ou d'articles de référence ou si vous connaissez des sites web de qualité traitant du thème abordé ici, merci de compléter l'article en donnant les références utiles à sa vérifiabilité et en les liant à la section « Notes et références ».
Barbara Alexandra Reemer dite Sandra Reemer, née le 17 octobre 1950 à Bandung en Indonésie et morte le 6 juin 2017 à Amsterdam, est une chanteuse néerlandaise, d'origine chinoise, française et javanaise.

## Biographie

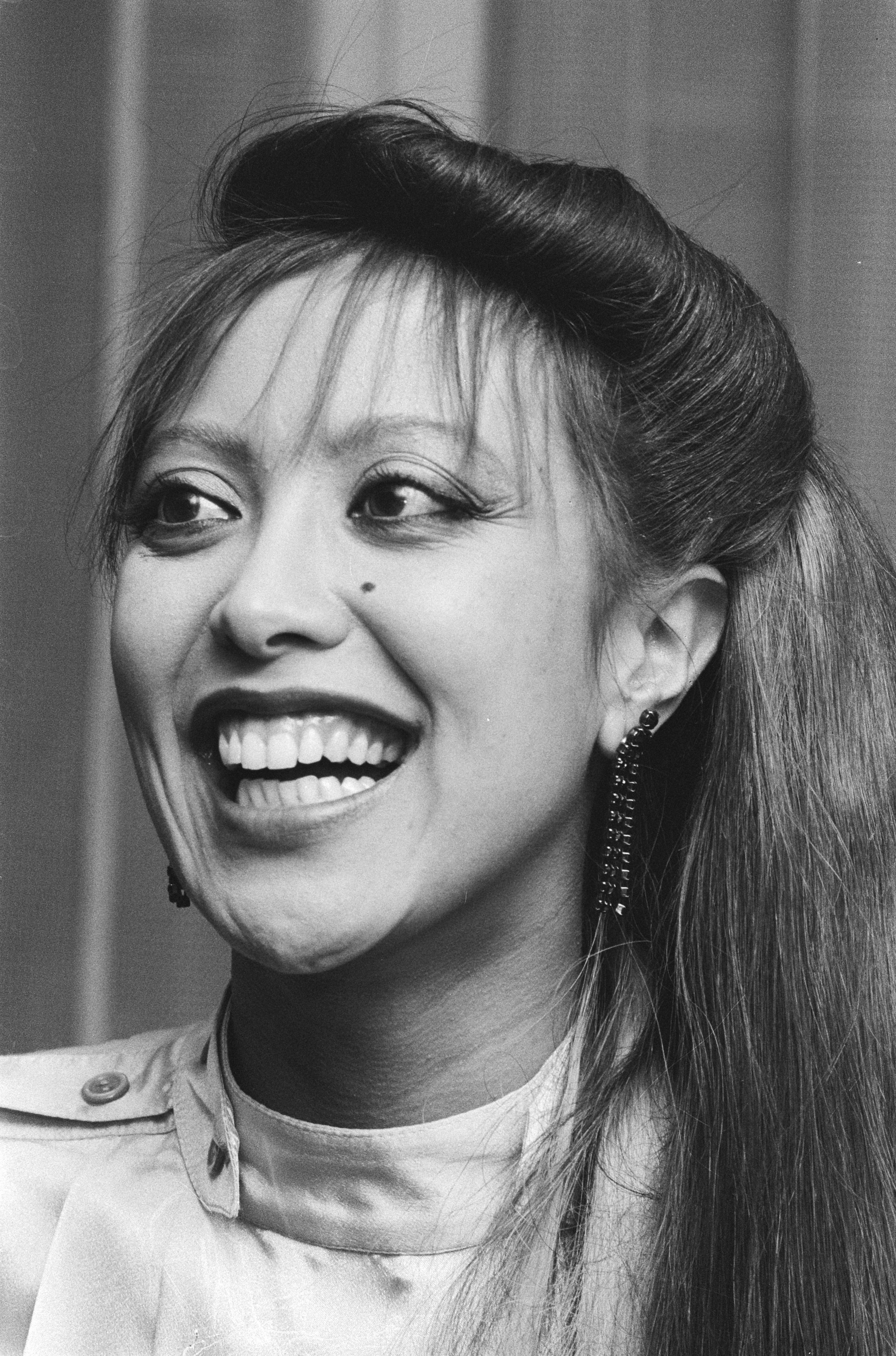
Sandra Reemer en 1979.

Sandra Reemer est une participante « régulière » du Concours Eurovision de la chanson puisqu'elle y a participé à 4 reprises : en 1972 à Édimbourg en duo avec Andreas où elle a obtenu une 4e place ; en 1976, chez elle à La Haye aux Pays-Bas, 9e place. A Jérusalem en 1979, où elle a dû se contenter d'une 12e malgré les pronostics plutôt flatteurs qui la hissaient parmi les cinq premières. Et enfin dernière apparition en 1983 en Allemagne dans les chœurs de la chanson néerlandaise où elle a fini 7e.